# ميدان التحرير (صنعاء)

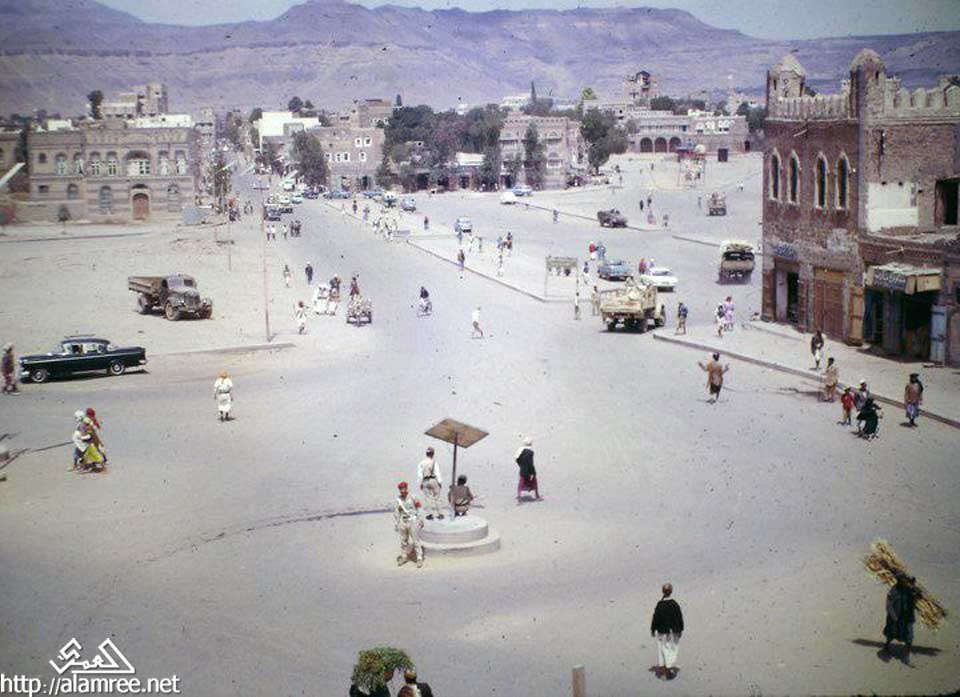
ميدان التحرير بصنعاء في الستينات

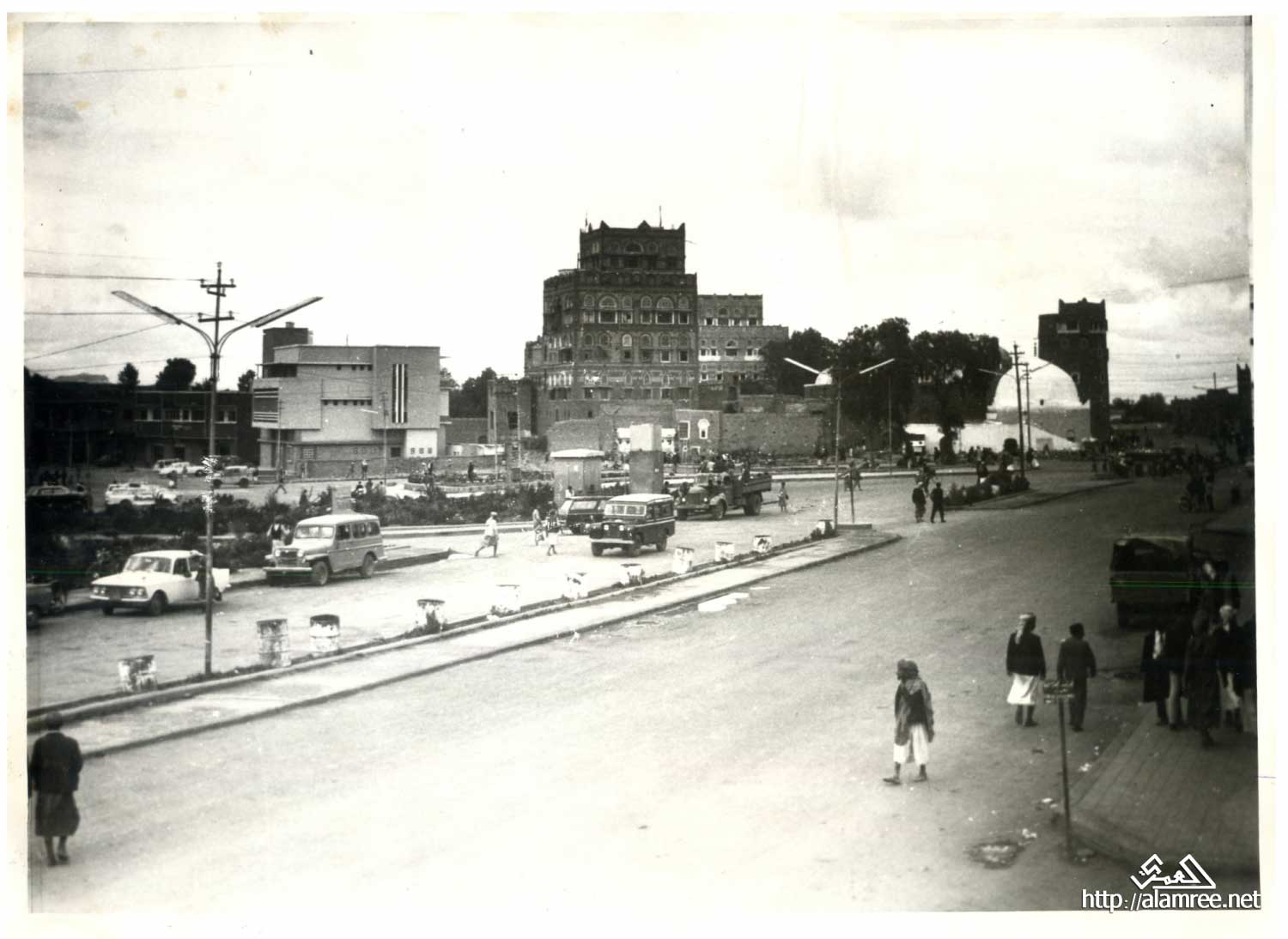
ميدان التحرير بصنعاء 1967

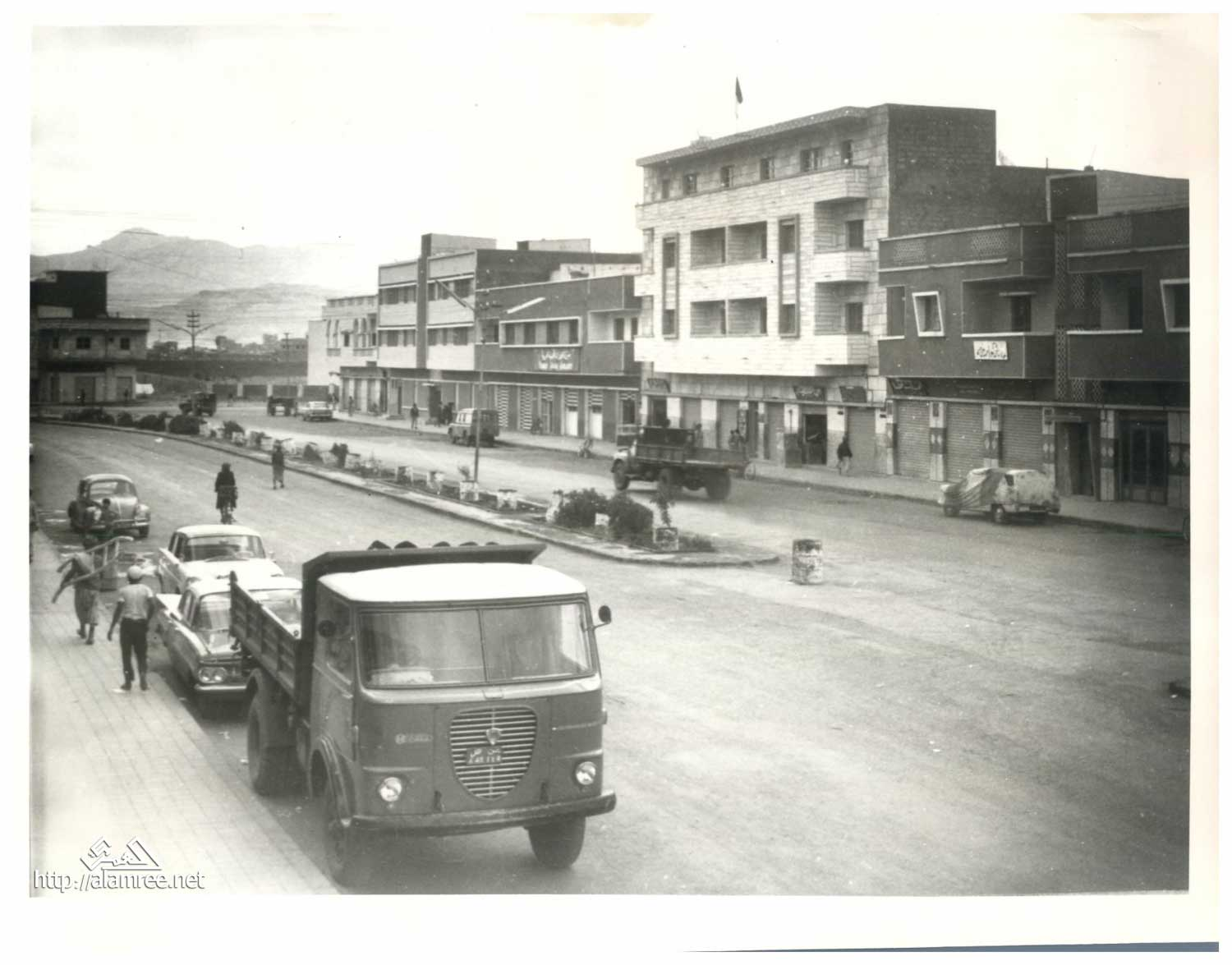
شارع التحرير بصنعاء في 1967 أول شارع يبنى على الطريقة الأوروبية في اليمن

ميدان التحرير هو أهم مركز في العاصمة اليمنية صنعاء، ويعد من أكبر وأهم الساحات العامة فيها، يقع الميدان في الساحة العامة الرئيسة بالمدينة، ويعد نقطة تقاطع أو التقاء اثنين من المناطق الحضرية الكبرى في صنعاء (منطقة القاع وصنعاء القديمة)، ويوجد جواره العديد من المطاعم ومحلات التسوق فيه كما توجد وسط الميدان نافورة، يعتبر هذا الميدان مكان استجمام شعبي لسكان الأحياء المحيطة، بالإضافة إلى ذلك، يعتبر مصبا ثقافيا حيث يضم ثلاثة متاحف كبرى وهي المتحف الحربي والمتحف الوطني (صنعاء)، وتضم الساحة أيضا أكشاك مؤقتة لبيع الكتب والأطعمة وأماكن وقوف الباصات العامة.

## ثورة الشباب

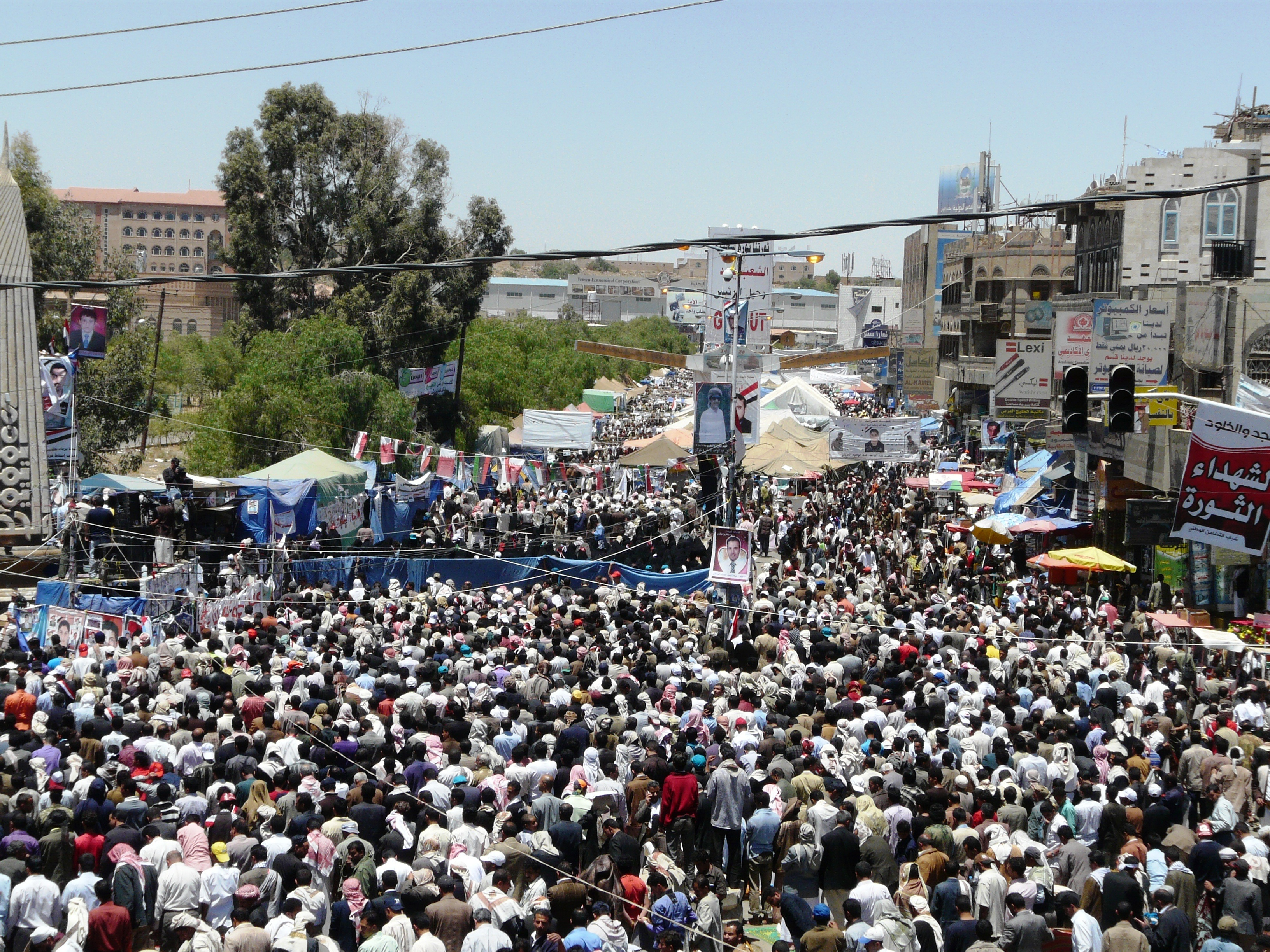
مشاهد يومية للمظاهرات المطالبة برحيل النظام في صنعاء، ومحافظات يمنية عديدة.

شهد اشتباكات عنيفة للسيطرة عليه بين المتظاهرين المعارضين للرئيس علي عبد الله صالح من جهة وبين المؤيدين له من جهة أخرى خلال ثورة الشباب اليمنية التي اندلعت مطلع عام 2011م خاصة بعد انتصار ثورة 25 يناير عام 2011م في مصر والتي أطاحت بحسني مبارك، حيث كان ميدان التحرير في القاهرة ساحةً لاعتصام المحتجين خلالها.
وقد اتخذ المؤيدون لنظام الرئيس علي عبد الله صالح من ميدان التحرير في صنعاء مكاناً لهم للاعتصام ومنعوا المعارضين من السيطرة عليه.
وفي المقابل اتخذ المعارضون للرئيس علي عبد الله صالح من ساحة التغيير أمام جامعة صنعاء مكاناً لهم للاعتصام ومنعوا أيضاً المعارضين من السيطرة عليه.